# Pseudonusa andhraensis
Pseudonusa andhraensis är en tvåvingeart som beskrevs av Joseph 1989. Pseudonusa andhraensis ingår i släktet Pseudonusa och familjen rovflugor. Inga underarter finns listade i Catalogue of Life.